# Langtang (köpinghuvudort i Kina, Hunan Sheng, lat 28,01, long 111,15)
Langtang (kinesiska: 琅塘, 琅塘镇) är en köpinghuvudort i Kina. Den ligger i provinsen Hunan, i den södra delen av landet, omkring 180 kilometer väster om provinshuvudstaden Changsha. Antalet invånare är 46 264. Befolkningen består av 23 074 kvinnor och 23 190 män. Barn under 15 år utgör 20,0 %, vuxna 15-64 år 68 %, och äldre över 65 år 10,0 %.
Runt Langtang är det tätbefolkat, med 343 invånare per kvadratkilometer. Närmaste större samhälle är Baixi, 15,7 km öster om Langtang. I omgivningarna runt Langtang växer huvudsakligen savannskog.
Genomsnittlig årsnederbörd är 1 658 millimeter. Den regnigaste månaden är maj, med i genomsnitt 257 mm nederbörd, och den torraste är december, med 55 mm nederbörd.